# Lennia lena
Lennia lena is een vlinder uit de familie van de dikkopjes (Hesperiidae). De soort is voor het eerst wetenschappelijk beschreven door William Harry Evans in een publicatie uit 1937.
De soort komt voor in de bossen van Ivoorkust, Oost-Nigeria, Kameroen, Gabon en Congo-Kinshasa.